# 奧克薩利斯 (加利福尼亞州)
奧克薩利斯（英語：Oxalis）是位於美國加利福尼亞州弗雷斯諾縣的一個非建制地區。該地的面積和人口皆未知。

## 地理
奧克薩利斯的座標為36°54′43″N 120°33′00″W / 36.91194°N 120.55000°W，而該地的平均海拔高度為42米（即138英尺）。